# La Rochelle–Île de Ré repülőtér
A La Rochelle–Île de Ré repülőtér (IATA: LRH, ICAO: LFBH) egy nemzetközi repülőtér Franciaországban, La Rochelle közelében.  Éves utasforgalma 180 993 fő (2022).

## Kifutók
A repülőtér futópályái:
- 09/27

## Légitársaságok és úticélok
| Légitársaság     | Célállomások                                                           |
| ---------------- | ---------------------------------------------------------------------- |
| Air France       | Szezonális: Nice                                                       |
| Air France Hop   | Lyon, Párizs–Orly Szezonális: Marseille                                |
| Chalair Aviation | Poitiers Szezonális: Ajaccio                                           |
| easyJet          | Szezonális: Bristol, Genf, London–Gatwick, Nice                        |
| Jet2.com         | Szezonális: Birmingham (2022 május 28-tól), Leeds/Bradford, Manchester |
| Luxair           | Szezonális: Luxembourg                                                 |
| Ryanair          | London–Stansted Szezonális: Charleroi, Dublin, Porto                   |

## Forgalom
Az utasforgalom az elmúlt években az alábbi módon változott:
| Utasok száma | 37 337 | 66 007 | 93 802 | 127 563 | 215 145 | 229 214 | 212 361 | 221 195 | 233 001 | 180 993 |
|              | 1997   | 2000   | 2003   | 2005    | 2008    | 2011    | 2014    | 2016    | 2019    | 2022    |